# Alberto Tanasini

Bischofswappen von Alberto Tanasini

Alberto Tanasini (* 6. August 1945 in Ravenna; † 24. Januar 2024 in Lavagna) war ein italienischer Geistlicher und römisch-katholischer Bischof von Chiavari.

## Leben
Alberto Tanasini wurde in Ravenna geboren und zog als Kind nach Genua. Er besuchte das klassische Gymnasium und studierte Theologie am Erzbischöflichen Seminar von Genua. Durch den Erzbischof von Genua, Giuseppe Kardinal Siri, empfing er am 1. März 1969 die Priesterweihe. An der Päpstlichen Lateranuniversität absolvierte er ein Studium des Kirchenrechts und war ab 1971 Professor für Kirchenrecht am Erzbischöflichen Priesterseminar sowie zudem Seelsorger in der Pfarrei Santi Pietro e Bernardo alla Foce in Foce. Von 1974 bis 1977 war er in der Diözesankurie tätig und wurde dort Erster Vizekanzler und 1981 Kanzler. 1984 wurde er zum Kanoniker der Kathedrale San Lorenzo in Genua ernannt und 1985 zum Mitglied des Diözesaninstituts für die Unterstützung des Klerus. 1987 wurde er zum Diözesanberater der Unione Giuristi Cattolici Italiani (UGCI) und zum Mitglied des Beraterkollegiums sowie zum Bischofsvikar für Familien- und Gesundheitsseelsorge ernannt. Am 2. Februar 1996 wurde er zum Generalprovikar ernannt.
Papst Johannes Paul II. ernannte ihn am 6. Juli 1996 zum Weihbischof in Genua und Titularbischof von Suelli. Der Erzbischof von Genua, Dionigi Tettamanzi, spendete ihm am 14. September desselben Jahres in der Kathedrale San Lorenzo in Genua die Bischofsweihe; Mitkonsekratoren waren Giacomo Barabino, Bischof von Ventimiglia-San Remo, und Martino Canessa, Bischof von Tortona. Als Wahlspruch wählte er Cognovimus et credidimus caritati (deutsch: Wir haben erkannt und glaubten an die Nächstenliebe).
Vom 1. Oktober 2002 bis 1. Februar 2003 verwaltete er das Erzbistum Genua nach der Versetzung von Kardinal Tettamanzi nach Mailand als Diözesanadministrator. Am 20. März 2004 ernannte ihn Papst Johannes Paul II. zum Bischof von Chiavari. Die Amtseinführung fand am 16. Mai desselben Jahres statt. Er war langjähriger Sekretär der Bischofskonferenz von Ligurien.
Papst Franziskus nahm am 10. April 2021 seinen altersbedingten Rücktritt an. Sein Nachfolger wurde Giampio Luigi Devasini, bisher Generalvikar von Casale Monferrato. Er blieb bis zum Amtsantritt seines Nachfolgers am 20. Juni desselben Jahres Apostolischer Administrator der Diözese.
Alberto Tanasini starb am 24. Januar 2024 im Krankenhaus von Lavagna.